# Atkinsoniella rinkihonis
Atkinsoniella rinkihonis är en insektsart som först beskrevs av Matsumura 1912.  Atkinsoniella rinkihonis ingår i släktet Atkinsoniella och familjen dvärgstritar.
Artens utbredningsområde är Taiwan. Inga underarter finns listade i Catalogue of Life.